# 吳允謙 (崇禎進士)
吳允謙（1612年12月21日—1665年），字凝之，號玉京，成都府內江縣人，明末清初政治人物。

## 生平
吳允謙在崇禎九年（1636年）中舉人，聯捷十年（1637年）丁丑科進士，禮部觀政，十二年授行人司行人，十五年（1642年）曾前往貴州主持鄉試；弘光年間與趙東曦、朱邦祈、丁聖時、王運熙、宣國柱、胡周鼒同時召用，獲授吏科給事中，其後隱居在淮安數年。江南巡撫上請清朝朝廷，讓他補任口北道道員，轉任洮岷道，在任內去世，有詩文數卷流傳；弟弟吳允震、族子吳嵩、吳芳、吳齡等人先後中舉，人稱當地望族。

## 家族
曾祖吳應叩〔嘉靖乙卯舉人奉政大夫〕，祖吳能選〔廩生〕，父吳士先〔庠生〕。弟允震、族子嵩、芳、齡前後登甲乙科，時推望族。